# Liwanelowa
Liwanelowa, indijansko selo (Swanton) ili tribelet iz skupine Coast Miwoka koji su živjeli sjeverni od San Francisca na području današnjeg Sausalito u okrugu Marin u Kaliforniji.
Prvi u ovaj kraj dolazi Don Jose de Cañizares 1775. koji je traži oprikladno sidrište za svoje veće brodove, a 1822. William A. Richardson, koji će 1825 preuzeti meksičko državljanstvo i katoličku vjeru i oženiti kćerku Don Ignacia Martineza, zapovjednika Presidia. Ambicije Richardsonu rastu te on šalje peticiju guverneru Echienda da se naziv promijeni u Rancho Saucelito, koji je 1877. izmijenjen u sadašnji oblik Sausalito.